# Hôtels de Walt Disney World
Walt Disney World est le premier site touristique mondial privé, atteignant à lui seul entre 30 et 40 millions de visiteurs par an. Disney a créé autour de ses parcs de nombreux hôtels, presque tous représentant un thème et dont la plupart sont des propriétés de Disney. Seuls cinq hôtels de partenaires ne présentent pas de thème de par leur architecture et leur décor.

## Les hôtels Disney
Les hôtels ont principalement pour thème des régions des États-Unis d'Amérique mais c'est une décision qui va à l'encontre de celle de Walt Disney qui voulait des destinations touristiques non-américaines. Les thèmes des premiers hôtels prévus devaient être
le futur, remplacé par le monde contemporain (voir 1), la Polynésie (voir 2), l'Asie, l'Inde et la Méditerranée.
Les thèmes actuels sont ceux qui ont été définis sous la présidence de Michael Eisner à la tête de la Walt Disney Company. Le complexe fut totalement transformé en un complexe d'attractions et d'hôtels.
Tous les hôtels du complexe sont desservis par Disney Transport, le service de bus gratuit de Disney. Certains sont aussi desservis par le Walt Disney World Monorail ou des ferrys s’ils sont proches des lacs et rivières du complexe.

### L'évolution hôtelière de Walt Disney World

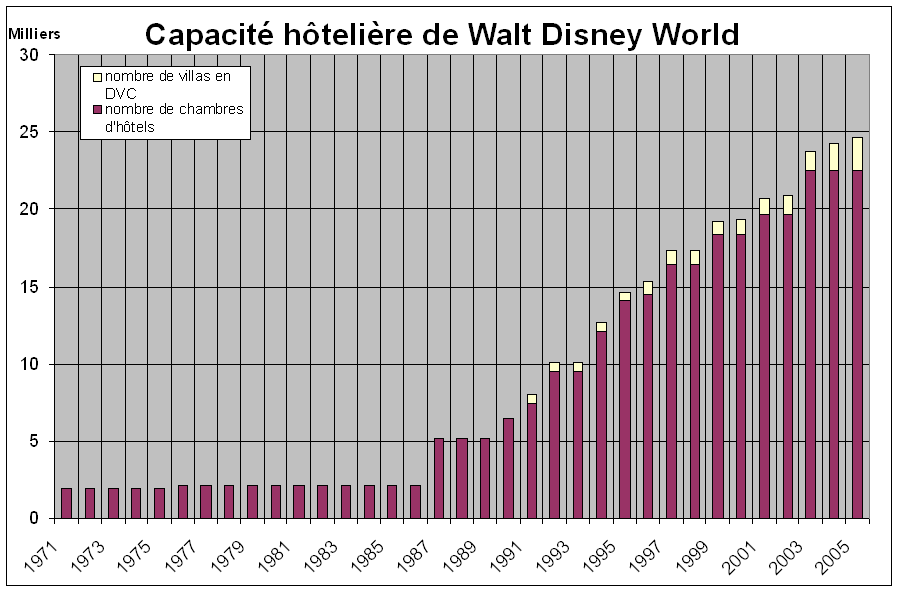
Capacité hôtelière de Walt Disney World

Pendant de nombreuses années le complexe n'avait que deux hôtels Disney, cinq hôtels partenaires et un camping. Les hôtels partenaires et le camping ne sont pas comptabilisés dans le graphique ci-contre. Walt Disney n'avait jamais voulu faire de Disneyworld, un immense complexe hôtelier mais simplement une ville innovante avec un parc d'attractions.
L'ouverture en 1982 de Epcot profita surtout aux investisseurs en dehors du complexe de Walt Disney World Resort. Mais après l'arrivée de Michael Eisner à la tête de la Walt Disney Company, un vaste plan de création d'hôtel Disney fut entamé. Ce sont tout d'abord le Disney's Caribbean Beach Resort et le Disney's Grand Floridian Resort, suivi par le double Disney's Yacht & Beach Club Resort.
Depuis un hôtel a ouvert presque tous les ans, parfois deux dans la même année. En 1994 Disney a voulu concurrencer les motels alentour en créant ses propres motels : ce sont les Disney's All-Star Resort qui, dans un décor assez simple, proposent plus de 5700 chambres. Le succès de ces trois hôtels poussa Disney à renouveler le concept en doublant le nombre de chambres, la première tranche du Disney's Pop Century Resort a ouvert en 2005.
En parallèle Disney a ouvert en 1991 son premier Disney Vacation Club, le Disney's Old Key West Resort, qui en raison du succès du concept a été renouvelé quatre fois sur le complexe.
À partir de 1999 de nombreux hôtels ont vu leur piscine rénovée et certaines y ont gagné une entrée à profondeur zéro qui permet aux plus jeunes d'accéder en marchant dans la piscine. C'est un nouvel argument de vente. Il faut rappeler que les lacs et rivières sont interdits à la nage.
Malheureusement la crise post-11 septembre 2001 a ralenti le rythme et Disney a été obligé de lancer des "rénovations" dans ses hôtels afin de masquer commercialement les fermetures temporaires. Parfois la fermeture est clairement annoncée, ainsi le Disney's Port Orleans Resort fut fermé plusieurs mois sans raison commerciale.
Toutefois la réussite commerciale, principalement due à l'important retour sur investissements, a poussé Disney à ouvrir des hôtels à côté de chaque parc d'attraction (celui de Shanghaï devant être l'exception). Des concurrents de Disney ont fait de même.
Le 30 juillet 2017, Disney World met en place un système d'enregistrement en ligne pour ses hôtels au travers de son application My Disney Experience,.

### Les catégories d'hôtels
Disney a réparti ses hôtels en fonction de leur qualité :
- Les hôtels de Luxe (Deluxe Resort) sont des hôtels à prix (très) élevé, comparable aux Ritz et autres Sheraton, pour des prestations principalement liées au monde Disney. La qualité de l'accueil et des services mis à disposition n'est toutefois pas négligeable.
- Les hôtels à prix modéré (Moderate Resort) sont des hôtels à prix élevé par rapport à l'extérieur. La qualité est très correcte.
- Les hôtels à prix faible (Value Resort) sont la version Disney des motels: étant reliés aux systèmes de transport du complexe, leur prix est juste supérieur à la normale de ce type d'hôtel.
- Les Disney Vacation Club (DVC) qui sont des appartements à temps partagés, accessibles aux non membres si des places sont disponibles.

### Liste des hôtels
| Dénomination                                              | Date ouverture/fermeture | Thème architectural                                                                               | Capacité (chambres)             | Catégorie    |
| --------------------------------------------------------- | ------------------------ | ------------------------------------------------------------------------------------------------- | ------------------------------- | ------------ |
| Disney's Contemporary Resort                              | 1971                     | Futurisme stylisé                                                                                 | 1053                            | Deluxe       |
| Disney's Polynesian Resort                                | 1971                     | Îles polynésiennes                                                                                | 855                             | Deluxe       |
| Disney's Fort Wilderness Resort and Campground            | 1971                     | Forêt américaine                                                                                  | 408 bungalows, 784 emplacements | Camping      |
| Disney Village Resort                                     | 1973 - 1996              | Maisonnettes dans une forêt                                                                       | 60                              | Value        |
| Shades of Green                                           | 1973                     | Club House de golf                                                                                | 586                             | Moderate     |
| Disney's Caribbean Beach Resort                           | 1988                     | Îles des Caraïbes                                                                                 | 2112                            | Moderate     |
| Disney's Grand Floridian Resort                           | 1988                     | Palace victorien de Floride en 1850                                                               | 897                             | Deluxe       |
| Walt Disney World Dolphin                                 | 1989                     | Contemporain et floridien stylisée                                                                | 1509                            | Deluxe       |
| Walt Disney World Swan                                    | 1989                     | Contemporain et floridien stylisée                                                                | 758                             | Deluxe       |
| Disney's Yacht Club Resort                                | 1990                     | Palace de Nouvelle-Angleterre vers 1890                                                           | 665                             | Deluxe       |
| Disney's Beach Club Resort                                | 1990                     | Palace de Nouvelle-Angleterre vers 1890                                                           | 613                             | Deluxe       |
| Disney's Old Key West Resort                              | 1991                     | Ville de Key West, en Floride                                                                     | 531                             | DVC          |
| Disney's Port Orleans Resort - French Quarter             | 1991                     | Quartier français de la Nouvelle-Orléans                                                          | 1008                            | Moderate     |
| Disney's Port Orleans Resort - Riverside                  | 1992                     | Maisons de maître de Louisiane                                                                    | 2048                            | Moderate     |
| Disney's Wilderness Lodge Resort                          | 1994                     | Parc naturel du Nord-Ouest des États-Unis                                                         | 729                             | Deluxe       |
| Disney's All-Star Sports Resort                           | 1994                     | Motel américain avec objets géants sur le sport                                                   | 1920                            | Value        |
| Disney's All-Star Music Resort                            | 1994                     | Motel américain avec objets géants sur la musique                                                 | 1920                            | Value        |
| Villas du Disney Institute                                | 1996 - 2002              | Maisons forestières et appartements                                                               | 457                             | Deluxe       |
| Disney's BoardWalk Inn                                    | 1996                     | Fronton d'une ville de la côte Est des États-Unis vers 1930                                       | 378                             | Deluxe       |
| Disney's BoardWalk Villas                                 | 1996                     | Fronton d'une ville de la côte Est des États-Unis vers 1930                                       | 383                             | DVC          |
| Disney's Coronado Springs Resort                          | 1997                     | Hacienda mexicaine vers 1900                                                                      | 1967                            | Moderate     |
| Disney's All-Star Movies Resort                           | 1999                     | Motel avec objets géants sur les films Disney                                                     | 1920                            | Value        |
| Boulder Ridge Villas at Disney's Wilderness Lodge         | 2000                     | Parc naturel du Nord-Ouest des États-Unis                                                         | 136                             | DVC          |
| Disney's Animal Kingdom Lodge                             | 2001                     | Savane africaine, inspiré de l'architecture d'un kraal                                            | 1300                            | Deluxe       |
| Disney's Beach Club Villas                                | 2002                     | Palace de Nouvelle-Angleterre vers 1890                                                           | 208                             | DVC          |
| Disney's Pop Century Resort 1950s-90s (1°phase)           | 2003                     | Motel américain avec objets géants sur les années 1950-90                                         | 2880                            | Value        |
| Disney's Saratoga Springs Resort & Spa (1°tranche)        | 2004                     | Haras de Saratoga Springs, située dans l'État de New York                                         | 280                             | DVC          |
| Disney's Saratoga Springs Resort & Spa (2°tranche)        | 2005                     | Haras de Saratoga Springs                                                                         | 560                             | DVC          |
| Disney's Animal Kingdom Villas                            | 2007                     | Savane africaine                                                                                  | 458                             | DVC          |
| Disney's Saratoga Springs Resort & Spa (3°tranche)        | 2007                     | Haras de Saratoga Springs                                                                         | 420                             | DVC          |
| Bay Lake Tower au Disney's Contemporary Resort            | 2009                     | Futurisme stylisé                                                                                 | 295                             | DVC          |
| Disney's Art of Animation Resort                          | 2012                     | Motel américain avec objets géants sur les thèmes de La Petite Sirène, Cars, Nemo et Le Roi Lion. | 1984                            | Value        |
| Villas Bora Bora au Disney's Polynesian Resort            | 2015                     | Îles polynésiennes                                                                                | 20                              | DVC          |
| Copper Creek Villas & Cabins at Disney's Wilderness Lodge | 2016                     | Rives forestières du pacifique Nord-Est                                                           | 26                              | DVC          |
| Gran Destino Tower au Disney's Coronado Springs Resort    | ?                        | 15 étages avec restaurant                                                                         | 545                             | ?            |
| Disney’s Riviera Resort                                   | 16 décembre 2019         | Riviera méditerranéenne et Côte d'Azur                                                            | 300                             | DVC          |
| Reflections – A Disney Lakeside Lodge                     | 2022                     | Rives forestières                                                                                 | 900                             | Deluxe + DVC |
| Star Wars Hotel                                           | ?                        | Univers de Star Wars                                                                              | 900                             | ?            |

## Les hôtels partenaires
Le complexe comprend aussi des hôtels partenaires.
- Ainsi cinq hôtels de chaînes tel que Radisson se regroupent à proximité de Downtown Disney. Ils ont presque tous ouvert en 1973 et 1984 mais ont depuis presque tous changé plusieurs fois de propriétaire et de nom.
  - l'hôtel Hilton de 814 chambres avec un centre de congrès de 74 000 pieds carrés (6 875 m2)[7].
  - l'Holiday Inn de 323 chambres
  - le Royal Plaza de 394 chambres
  - le Doubletree Guest Suites de 229 chambres
- Deux hôtels, l'un géré par Sheraton l'autre par Westin, regroupés sous Starwood, ont la chance de côtoyer les hôtels Disney entre Epcot et les Disney-MGM Studios, ce sont les Walt Disney World Dolphin et Walt Disney World Swan. Ils sont tous les deux décorés selon un thème et de catégorie luxe.

## Les hôtels jamais construits
Seulement six hôtels avaient été prévus par Walt Disney en 1966 pour le complexe. Cinq devaient s'agencer autour de Seven Seas Lagoon : Contemporary Resort, Polynesian Resort, Thai Resort, Venetian Resort et Persian Resort. Seuls le Disney's Contemporary Resort et le Disney's Polynesian Resort furent construits. Un sixième était prévu à plus long terme, le Disney's Cypress Point Hotel.
- Disney's Thai Resort devait adopter la forme d'un temple thaïlandais mais assez proche du Polynesian et être situé au nord du Contemporary.
- Disney's Venetian Resort devait recevoir le thème de la ville de Venise et construit juste au nord du centre de transport sur la rive orientale du Seven Seas Lagoon. L'espace est toujours inoccupé.
- Disney's Persian Resort devait prendre l'aspect d'un temple perse et être construit au nord d’où actuellement se trouve le Disney's Contemporary Resort
- Disney's Cypress Point Hotel il ouvrit sous un autre nom : Disney's Wilderness Lodge Resort.
- Disney Mediterranean Resort était un projet d'hôtel sur le thème des îles grecques en lieu et place du Venitian.
- Fort Wilderness Junction devait être un hôtel semblable au Disney's Hotel Cheyenne de Disneyland Paris mais sur un thème plus arboré/moins western
- Disney's Pop Century Resort 1900s-40s (seconde phase) remplacé par Disney's Art of Animation Resort